# Query by humming
Query by humming (QbH), o consulta taral·larejada, és un sistema de recuperació de música que difereix dels sistemes de classificació originals per tema, artista, compositor i gènere. Aquest sistema necessita una melodia taral·larejada (consulta d'entrada) i la compara amb una base de dades de melodies. El sistema retorna una llista de temes musicals ordenada segons la semblança amb la consulta d'entrada.
Un exemple d'aquest sistema seria un reproductor d'àudio portàtil amb un micròfon incorporat que permet fer una cerca ràpida a través dels fitxers d'àudio. Algunes webs permeten trobar cançons que l'usuari taral·laregi amb un micròfon connectat al PC.
L'estàndard MPEG-7 inclou provisions per fer cerces d'àudio QbH.